# Bisjkek
Bisjkek (Бишкек) er hovedstaden i den centralasiatiske republik Kirgisistan. Byen har 1.145.044(2023)indbyggere.
Et fort blev bygget i området i 1825, og i 1862 blev fortet erobret af russiske tropper. Bisjkek blev grundlagt på dette sted i 1878, og byen blev i perioden 1926 – 1991 kaldt Frunze efter den bolsjevikiske militære leder Mikhail Frunze. På kirgisisk betyder bisjkek en kærne, der anvendes til tilberedelsen af gæret hoppemælk (kumys), men det er næppe navnets oprindelse, som menes at gå tilbage til en folkeetymologisk tolkning af et ældre navn, som betød under bjergene.
Byen ligger i ca. 800 meters højde.